# Іван XVII
Іван XVII (лат. Ioannes; ? — грудень 1003) — сто сорок перший папа Римський (13 червня 1003 — грудень 1003), народився у Римі. Перед тим як стати священником був одружений, мав 3 синів, які стали єпископами. Був обраний папою за підтримки фактичного правителя Риму Івана Кресцентія.
Прийняв ім'я Іван XVII, а не Іван XVI, через те, що існував антипапа Іван XVI.